# 곡성 도림사 보광전 목조아미타삼존불상
곡성 도림사 보광전 목조아미타삼존불상(곡성 도림사 보광전 목조아미타삼존불상)은 대한민국 전라남도 곡성군 도림사에 있는 조선시대의 불상이다. 2005년 7월 13일 전라남도의 유형문화재 제271호로 지정되었다.

## 개요
보광전의 본존불인 아미타불을 중심으로 좌우에 관음과 대세지보살이 삼존형식으로 배치되어 있다. 방형의 수미단위에 3단 대좌를 놓고 그 위에 앉아 계신다. 아미타불은 복장 발원물에 강희 3년 기사년에 조성되었다 하나 강희 3년은 갑진년이어서 강희 4년 기사년 즉, 1665년으로 보는 것이 바르다. 아미타구품인중 중품하생의 수인을 취한다. 관음대시지보살은 복장발원문에 의해 강희 19년 즉 1680년에 조성되었음이 밝혀졌다. 크기는 아미타불 높이 122cm, 관음보살 높이 119cm, 대세지보살 높이 117cm이다.

## 참고 문헌
- 곡성도림사보광전목조아미타삼존불상 - 국가유산청 국가유산포털